# Rádfalva, Baranya
Rádfalva este un sat în districtul Siklós, județul Baranya, Ungaria, având o populație de 214 locuitori (2011). 

## Demografie
Componența etnică a satului Rádfalva
     Maghiari (89,68%)
     Romi (10,32%)
Componența confesională a satului Rádfalva
     Romano-catolici (38,32%)
     Reformați (9,35%)
     Fără religie (3,74%)
     Necunoscută (48,6%)
Conform recensământului din 2011, satul Rádfalva avea 214 locuitori. Din punct de vedere etnic, majoritatea locuitorilor (89,68%) erau maghiari, cu o minoritate de romi (10,32%). Nu există o religie majoritară, locuitorii fiind romano-catolici (38,32%), reformați (9,35%) și persoane fără religie (3,74%). Pentru 48,6% din locuitori nu este cunoscută apartenența confesională.